# Australian Open 2011/Herrendoppel-Rollstuhl
Das Herrendoppel (Rollstuhl) der Australian Open 2011 war ein Rollstuhltenniswettbewerb in Melbourne und fand vom 26. bis zum 29. Januar statt.
Titelverteidiger waren Stéphane Houdet und Shingo Kunieda, die aber nicht zusammen antraten.

## Setzliste
| Nr. | Paarung                         | Erreichte Runde |
| --- | ------------------------------- | --------------- |
| 01. | Shingo Kunieda Maikel Scheffers | Sieg            |
| 02. | Stéphane Houdet Nicolas Peifer  | Finale          |

## Ergebnisse
Zeichenerklärung
- Q = Qualifikant
- WC = Wildcard
- LL = Lucky Loser
- ITF = qualifiziert über ITF-Ranking
- ALT = alternate (Ersatz)
- PR = Protected Ranking
- SE = Special Exempt
- r = retired (Aufgabe)
- d = Disqualifikation
- w.o. = walkover
- [ ] = Match-Tie-Break

|  | Halbfinale | Halbfinale                      | Halbfinale | Halbfinale | Halbfinale |  |  | Finale | Finale                          | Finale | Finale | Finale |
|  |            |                                 |            |            |            |  |  |        |                                 |        |        |        |
|  |            |                                 |            |            |            |  |  |        |                                 |        |        |        |
|  | 1          | Shingo Kunieda Maikel Scheffers | 6          | 6          |            |  |  |        |                                 |        |        |        |
|  |            | Robin Ammerlaan Stefan Olsson   | 2          | 4          |            |  |  |        |                                 |        |        |        |
|  |            |                                 |            |            |            |  |  | 1      | Shingo Kunieda Maikel Scheffers | 6      | 6      |        |
|  |            |                                 |            |            |            |  |  | 2      | Stéphane Houdet Nicolas Peifer  | 3      | 3      |        |
|  |            | Ronald Vink Ben Weekes          | 2          | 65         |            |  |  |        |                                 |        |        |        |
|  | 2          | Stéphane Houdet Nicolas Peifer  | 6          | 7          |            |  |  |        |                                 |        |        |        |
|  |            |                                 |            |            |            |  |  |        |                                 |        |        |        |